# Джи Джи Алин
Кевин Майкъл Алин (на английски: Kevin Michael Allin; истинско име Джисъс Крайст Алин, на английски: Jesus Christ Allin), по-известен като GG Allin (29 август 1956 – 28 юни 1993 г.), е американски музикант. GG Allin е една от най-скандалните личности в рок музиката. На концерти той често излиза чисто гол, окървавен от разбити бутилки в главата си, често изпълнява акт на дефекация и се бие с публиката. Поради това концертите му често приключват с пристигането на полицията и арестуването му. Текстовете на Алин са посветени на педофилията, хомофобията, мизогинията, расизма и садизма и включват политически провокации. По време на своята 15-годишна кариера, музикантът успява да работи с голям брой групи и записва много албуми, с доста музикален материал, който излиза след смъртта му.

## Ранен живот
Името Джисъс Крайст Алин е дадено на момчето от баща му Мърл Алин, който твърди, че самият Исус идва при него и му казва, че бъдещият му син ще стане Месия. По-късно Алин се нарича „Месия на рокендрола“. Псевдонимът GG се появява благодарение на по-големия му брат Мърл Колби Алин младши. Като дете Мърл младши не може да произнася името „Джисъс“ и вместо това каза „Джиджи“ (Gigi – GG). Мърл Алин старши е религиозен фанатик и отшелник. Семейството живее в хижа, където няма електричество и канализация. След здрачаване е забранено да се говори в къщата. Такава е волята на главата на семейството. На 11-годишна възраст GG се разболява от Лаймска болест. Вероятно е остатъчните ефекти на болестта да са останали неизлекувани.
По инициатива на майка му Арлета Гюнтер, името Джизъс Крайст Алин е заменено с Кевин Майкъл Алин. Оказва се, че момчето е слаб ученик и поради специфичното си възпитание не успява да се свърже с други деца. Решават да го прехвърлят в специален клас за изоставащи деца. По това време Алин вече показва бунтарски характер в училище. Започва да слуша рок и пънк, но скоро се разочарова от идолите си. GG си спомня детството като пълно с опасности навремето. Той и приятелите му продават наркотици и свирят музика.

## Начало на музикалната кариера
GG Allin започва кариерата си като барабанист, свирейки в училищна група. Още тогава поведението на Алин на сцената е доста предизвикателно. Танцувайки в училище, музикантите трошат сцената. През 1977 г. GG, като барабанист на групата Malpractice, взема участие в записа на две песни, които са издадени със сингъла Love Tunnel / Devil Triangle. През 1981 г. GG си сътрудничи с групата Stripsearch и участва в записването на сингъла им Galileo / Over the New-York (1981). Първият успех за Алин идва, когато той става фронтмен на пънк групата The Jabbers. В групата също свири Мърл Алин младши на бас китара. Jabbers свирят гаражен рок в духа на „Студжис“ и „Ем Си Файв“. Бившите членове на „Ем Си Файв“ Денис Томпсън и Уейн Крамър заедно с GG записват няколко песни през декември 1980 г., които са издадени по-късно със сингъла. Изпълненията на групата Jabbers са придружени от хаос, но по това време GG все още не представлява „чудовището“, в което се превръща в края на 1980-те години. Заедно с Jabbers, Алин издава албума от 1980 г. „Always Was, Is and Always Shall Be“ и EP „No rules“. Последният концерт на GG с Jabbers е през 1984 година. Алин се превръща в по-радикален музикант и поведението му изглежда шокиращо дори на фона на такива пънк музиканти като Иги Поп и Сид Вишъс. След като напуска The Jabbers, GG Allin започва да злоупотребява с наркотици и алкохол. Музикантът събира нова група Scumfucks, която включва албума „Eat my Fuc“ (1984), както и редица песни, които са издадени след смъртта на музиканта в колекцията „You’ll never tame me“. След 1985 г. Алин започва да записва и изпълнява с различни групи, сменяйки повече от дузина групи в целия си музикален живот. Все пак, въпреки местните успехи на групите, в които свири, Алин не успява да стане пънк звезда на Източното крайбрежие на САЩ. Американска слава Алин получава след компилацията „Hated in the Nation“ от 1987 година.

## Краят на 1980-те
Към края на 1980-те години поведението на Алин става още по-радикално. Той употребява алкохол и наркотици в такива дози, че лекарите, до които той често стига след концертите, трудно повярват, че той е все още жив. Преди концертите си той нарочно взема лаксатив, за да запознае публиката с екскрементите си. Още 10 минути след началото на концерта GG се появява на сцената пред зрителите с окървавена глава, гол и замервайки публиката с екскрементите си. Именно през този период музикантът смята за свой идол кънтри певецът Ханк Уилямс, въпреки че той е много далеч от радикализма на Алин. Друга страст на GG са американските серийни убийци. Той дори лично посещава Джон Уейн Гейси. Ключовият момент в този период е писмото до списание Maximum Rock-n-Roll (1988), в което GG съобщава, че на 31 октомври 1990 г., Хелоуин, на концерт той ще се самоубие публично. Обаче, музикантът не изпълнява обещанието си. Това отчасти се дължи на факта, че Алин, според неговите собствени думи, никога не прави това, което се очаква от него, и отчасти защото прекарва всички следващи Хелоуин в затвора.

## Началото на 1990-те
След излизането си от затвора през пролетта на 1991 г., Алин сформира своя собствена, според собственото си изявление, „пълноценна“ пънк група – „Murder Junkies“, където брат му отново свири бас. Групата свири хардкор пънк и се превръща в един от идолите в жанра. Особена роля играят жестоките текстове на Алин за протеста срещу властите и убийствата на полицаи. През същата 1991 г. започва да се снима документален филм за Алин и неговата група, техните скандални концерти, които властите веднага забелязват и веднага отново отвеждат Алин в затвора. През 1993 г. е издаден известният албум на групата „Brutality And Bloodshed For All“.

## Смърт
GG Allin е намерен мъртъв в апартамент на познати в Ню Йорк. Малко преди смъртта си той изнася концерт в малкия клуб „Gas Station“. След концерта Алин се разхожда из Ню Йорк гол, намазан с кръв и изпражнения, придружен от развълнувана тълпа фенове. Пристигайки в апартамента, той ляга на леглото и умира след известно време от свръхдоза хероин. Приятелите на Алин (собственикът на апартамента) не разбират веднага, че е мъртъв. Те вярвали, че музикантът просто си почива след концерта. В апартамента продължава да тече купон. Гостите дори се снимат с GG, без да знаят, че той е вече мъртъв. Чак на следващата сутрин собствениците на апартамента усещат, че нещо не е наред и се обаждат на бърза помощ, но е твърде късно. Погребалната церемония на музиканта се превърща в шоу. Алин лежи полугол в ковчег в кожено яке, с микрофон в ръката си и бутилка уиски „Джим Бийм“. Погребението е записано на видео и е достъпно онлайн. Алин е погребан на 3 юли в град Литълтън (Ню Хемпшир).